# Árbol del Tule

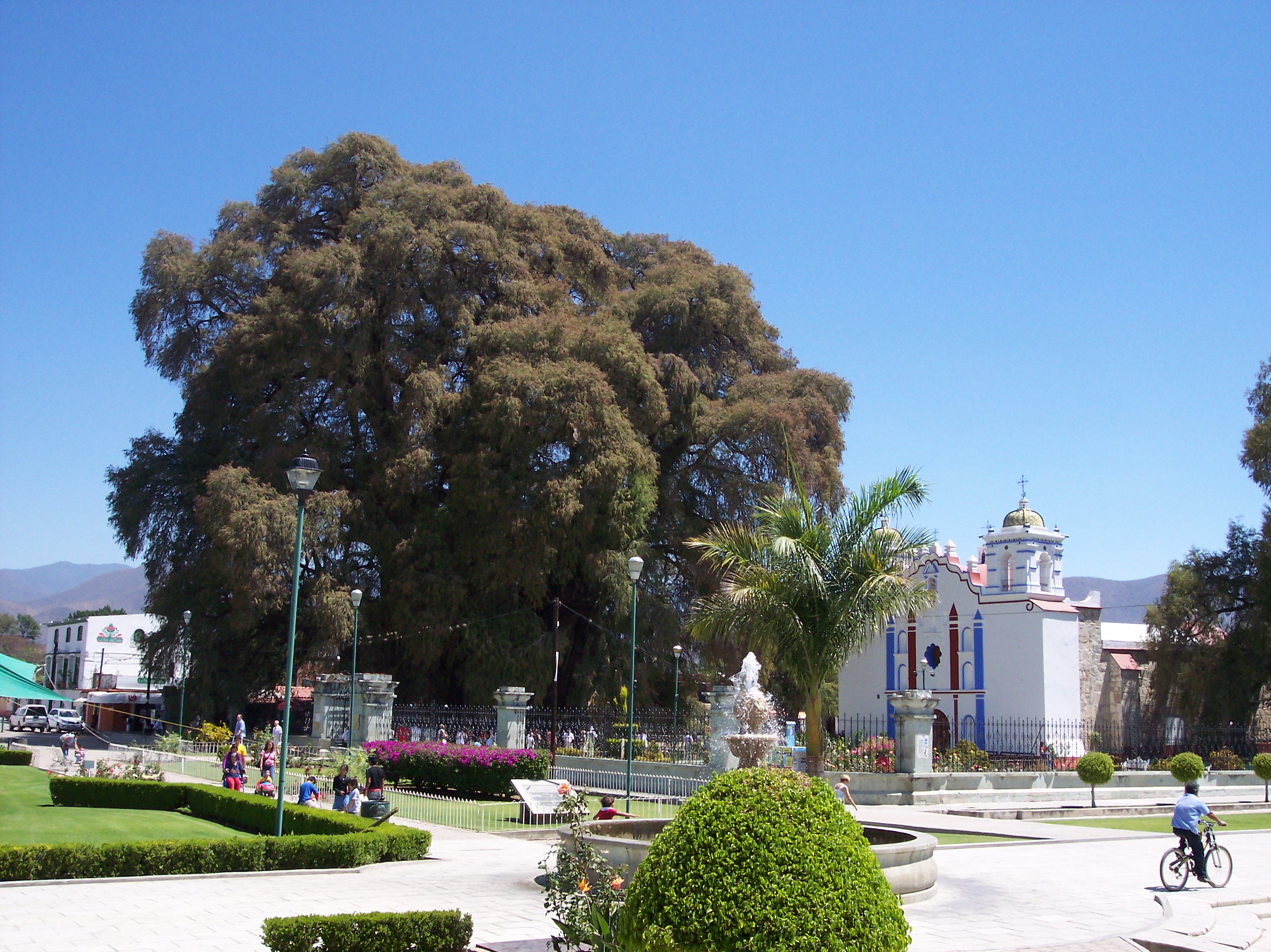
Der „Baum von Tule“ überragt die daneben stehende Kirche (März 2006)

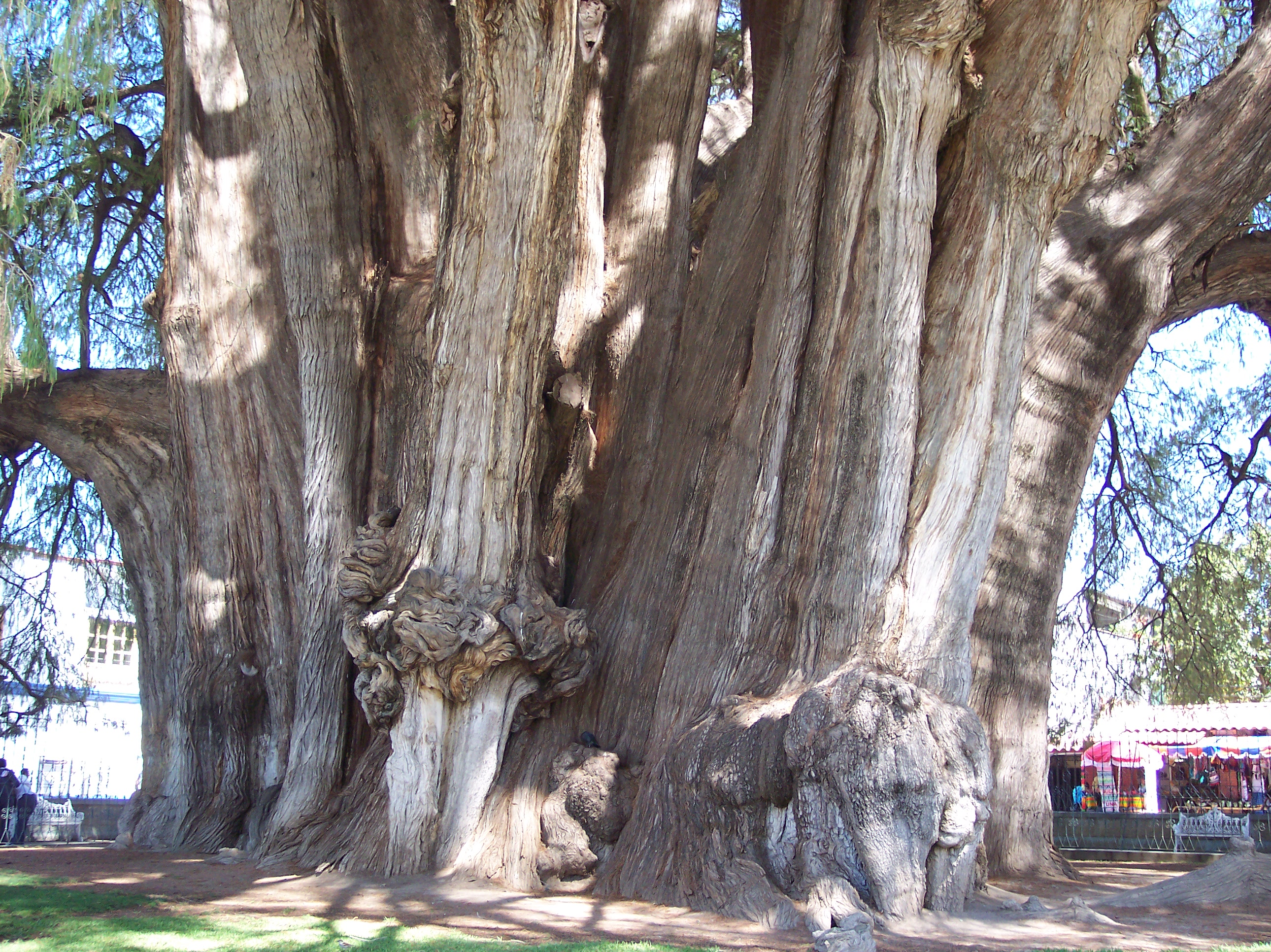
Stamm des „Baums von Tule“ (2006)

Der Árbol del Tule, deutsch Baum von Tule, ist ein etwa 1400–1600 Jahre altes Baumexemplar der Art Mexikanische Sumpfzypresse (Taxodium distichum var. mexicanum  ehem. Taxodium mucronatum). Mit dem Durchmesser seiner Stämme von 14,05 Metern ist er der dickste bekannte Baum der Erde.
Der Baum von Tule steht in Santa María del Tule im mexikanischen Bundesstaat Oaxaca. Er ist eines der größten Lebewesen der Erde.
Nach den offiziellen Angaben der mexikanischen SEDUE (Secretaría de Desarrollo Urbano y Ecológico) hat der „Baum von Tule“ bei einer Höhe von 41,85 m ein Gewicht von 636 Tonnen. In Bodennähe beträgt sein Umfang 46 Meter. Als 1996 abgestorbenes Holz herausgeschnitten wurde, fielen davon 10 Tonnen an.
Einer Zapoteken-Legende nach wurde der Baum vor 1400 Jahren von Pechocha, einem Priester des aztekischen Gottes Ehecatl, gepflanzt. Auch heute noch befindet sich ein (inzwischen christliches) Heiligtum (die Kirche Santa Maria del Tule) in der Nähe.
Der Baum hat den Spitznamen „Baum des Lebens“ bekommen, weil Ausformungen seines knorrigen Stamms als Tierfiguren gedeutet werden können.

## Weitere Baumriesen
- Markante und alte Baumexemplare
- General Sherman Tree
- General Grant Tree
- Hyperion
- Kastanienbaum der hundert Pferde
- Stratosphere Giant
- Methuselah